# 羅鈺文
羅鈺文（英語：Yuki Law Yuk Man，1987年4月14日—），香港女性新聞從業員、前亞洲電視記者和主播、無綫電視新聞台前首席主播。

## 簡歷
羅鈺文中學畢業於伊利沙伯中學（2004年）以及香港仔聖伯多祿中學（2006年），大學畢業於香港理工大學護理系，且在2011年取得註冊護士資格。其後選擇在新聞界發展，於2009年10月加入亞洲電視新聞部任記者及主播，至2010年5月離職後繼續修讀香港中文大學新聞系碩士課程。
碩士畢業後，羅鈺文於2012年6月加入無綫新聞成為無綫互動新聞台主播，同時兼任《天氣報告》及晚間新聞後的《晚間天氣報告》。另外，她亦負責星期五晚間新聞《周五搜記》環節的採訪工作及《中華掠影》。2013年，她開始主持《新聞提要》，2014年8月獲晉升為高級主播。2015年12月6日，她開始主持《星期日香港早晨》；2016年8月29日開始主持《香港早晨》，接替2個月前被調離港聞組記者鄭萃雯(現已離職)。2016年9月，她再獲晉升為首席主播，至2018年2月28日離開無綫電視，並轉任財經公司財務經理。

## 主持

### 電視節目
- 2012 - 2018年：《無綫電視天氣報告》、《晚間天氣報告》 - 主持
- 2012 - 2018年：《晚間新聞 - 周五搜記》 - 主持
- 2012 - 2018年：《中華掠影》 - 主持
- 2013 - 2018年：《無綫電視新聞提要》 - 主持
- 2015 - 2018年：《星期日香港早晨》 - 主持

### 廣告
- 2019年：AXA安盛「【Ask Dr. Chiu 第一集】自願醫保計劃的誤解」
- 2019年：AXA安盛「【Ask Dr. Chiu 第二集】自願醫保計劃如何保障病人？」
- 2020年：AXA安盛「【Ask Dr. Chiu 第三集】自願醫保計劃 - 『未知已有疾病』解碼」

## 外部連結
- 羅鈺文 Yuki Law的Facebook專頁
- Yuki羅鈺文的新浪微博
- 羅鈺文的Instagram帳戶